# Jonge Vrijzinnigen Zwitserland
De Jonge Vrijzinnigen Zwitserland (Duits: Jungfreisinnigen Schweiz, Frans: Jeunes Libéraux-Radicaux, Italiaans: Giovani Liberali Radicali, Reto-Romaans: Giuvens Liverals Svizra), zijn een jeugdpartij in Zwitserland. De Jonge Vrijzinnigen (JFS) zijn nauw verbonden met de liberale Vrijzinnig-Democratische Partij.De Liberalen (FDP/PLR), maar zijn politiek, organisatorisch en juridisch onafhankelijk. De Jonge Vrijzinnigen doen in sommige kantons met de verkiezingen mee met een eigen lijst, anders staan er meestal wel kandidaten van de JFS op de lijst van de kantonnale FDP's. De Jonge Vrijzinnigen zijn maatschappelijk liberaal (voorstanders van de legalisering van cannabis) en economisch liberaal (voorstanders van een vrije markteconomie). Over het algemeen zijn de Jonge Vrijzinnigen progressiever dan de FDP, iets wat meestal het geval is bij jeugdpartijen in Zwitserland.
Voorzitter van de JFS is Matthias Müller uit het kanton Zürich. 